# KIKI (ウェブブラウザ)
KIKI（キキ）は、ogi が開発・配布しているツリー型のIEコンポーネントブラウザである。「シンプルに軽く」を開発コンセプトとしている。
KIKI はツリーブラウザであるが、タブ表示も可能であることから、一般的にはタブブラウザに分類される。

## 特徴と機能
ツリー表示
複数ページをツリー形式で管理する。リンクから新規ページ（ノードと呼ぶ）を開くと、元ページ（親ノード）と新規ページ（子ノード）がツリーの枝による親子関係で表示される。子ノードには、親ノードの設定内容（セキュリティレベル等）を継承することができる。オプション設定により、タブ表示に切り替え/併用も可能である。
ダイレクトリクエスト（Web検索）
KIKIでは検索バー（ダイレクトリクエストバーと呼ぶ）を使用したWeb検索機能をダイレクトリクエストと呼ぶ。複数のWeb検索を切り替えて実行することができる。また、ページ内ハイライト、ページ内検索、無応答になる可能性があるページチェックの機能がある。ページ内検索は、複数キーワードの個別検索に対応している。
その他の機能
- マウスジェスチャー
- マルチメディアとセキュリティレベルの変更
- ポップアップ広告のブロック
- アドレスフィルタ
- プロキシサーバの切り替え
- Cookieの制御
- ページの拡大縮小機能（IE7以降が必要）
- フィードリーダー（1.3.0以降。IE7以降が必要）

なお、複数のウィンドウを同時表示する機能（→MDI）は実装されていない。

## カスタマイズ
オプション設定により、下記のカスタマイズが可能である。
- タブの表示/非表示
- ツールバーのカスタマイズ
- マウスジェスチャの割り当て
- マウスボタンの割り当て
- ショートカットキーの割り当て
- ダイレクトリクエストの編集 （DirectRequest.ini ファイルをテキストエディタで編集）
- スキンの変更 （kiki.ini ファイルをテキストエディタで編集）

## 履歴
- 2001年11月26日 Version 0.16 - 配布開始。
- 2004年8月30日 Version 0.68 - タブ表示機能を追加。
- 2006年3月17日 Version 1.0.0
- 2007年
  - 3月25日 Version 1.1.4
  - 10月21日 Version 1.1.5
  - 11月17日 Version 1.1.7
- 2008年
  - 9月27日 Version 1.2.0 - 大幅なバージョンアップ。
  - 10月12日 Version 1.2.2
  - 10月26日 Version 1.2.3
  - 11月13日 Version 1.2.4
  - 12月6日 Version 1.3.0
- 2009年
  - 3月25日 Version 1.4.4
  - 4月7日 Version 1.4.5
  - 4月29日 Version 1.4.6
  - 6月14日 Version 1.4.7
- 2010年1月30日 Version 1.4.8 - 最新バージョン。

## Fernie
KIKI の作者であるogi は、2007年10月13日に新しいツリーブラウザ Fernie（ファーニー）の開発を発表した。最低限の機能だけを実装した評価版が公式BBS上で配布されている。
新機能（KIKIとの比較）
- サイドバーの自動開閉
- フィードリーダー（IE7以降が必要）
- サイドバーに履歴（最近閉じたページ）を表示

履歴
- 2007年10月13日 Version 0.0.1 - サイドバーの自動開閉機能を実装。配布開始。
- 2007年10月27日 Version 0.0.13  - フィードリーダー機能を追加。
- 2007年11月4日 Version 0.0.17 - サイドバーに履歴追加。
- 2007年11月5日 Version 0.0.19 - 最新バージョン。